# Lyophyllopsis
Lyophyllopsis is een monotypisch geslacht van schimmels behorend tot de familie Lyophyllaceae. Het bevat alleen Lyophyllopsis keralensis.